# 錫特普萊森特 (馬里蘭州)
錫特普萊森特（英語：Seat Pleasant）是一個位於美國馬里蘭州佐治王子縣的城市。

## 人口
根據2020年美國人口普查的數據，錫特普萊森特的面積為1.92平方千米，當中陸地面積為1.92平方千米，而水域面積為0.00平方千米。當地共有人口4522人，而人口密度為每平方千米2,355人。